# María Luisa Cuevas Rodríguez
María Luisa Cuevas Rodríguez, nació el 8 de agosto de 1965. Es una Maestra Internacional Femenina de ajedrez española.

## Resultados destacados en competición
Fue siete veces campeona de España, en los años 1985, 1986, 1987, 1988, 1989, 1991 y 1994, y resultó subcampeona en cuatro ocasiones, en los años 1978, 1979, 1983 y 1997.
Participó representando a España en las Olimpíadas de ajedrez en nueve ocasiones, en los años 1978, 1980, 1984, 1986, 1988, 1990, 1992, 1994 y 1996 y en el Campeonato de Europa de ajedrez por equipos en dos ocasiones, en los años 1992 y 1997, 
alcanzando en el año 1992, en Debrecen, la medalla de bronce individual en el segundo tablero.